# Esther Mujawayo
Esther Mujawayo (Taba-Gitarama, 10 de setembre de 1958) és una sociòloga, psicoterapeuta i escriptora ruandesa. És cofundadora de l'associació AVEGA (Associació de les Vídues del Genocidi d'Abril de 1994).

## Biografia
Esther Mujawayo va néixer en 1958 a Ruanda, la més jove del es quatre filles d'un mestre i predicador.r Es va formar com a mestra entre 1973 i 1977 a Kigali, va treballar fins 1979 com a mestra en un pensionat a Remera (Ruanda). De 1979 a 1985 va estudiar a la Universitat Catòlica de Lovaina treball social i després sociologia, i va obtenir el doctorat. Va tornar a Ruanda i va treballar primer com a professora durant un any a Kirinda/Kibuye, a continuació, 1990-1996 com a Representant adjunt de Ruanda, Burundi i República Democràtica del Congo de l'organització Oxfam Internacional. També participà en diverses organitzacions de dones ruandeses.
Durant el genocidi d'abril a juny de 1994, un milió de persones, tutsis i oponents hutus, foren assassinats, entre ells el seu marit i gairebé 300 membres de la seva família propera. Ella mateixa va sobreviure amb les seves tres filles petites, perquè la nit en que les van descobrir els hutus només els homes van ser assassinats. Una de les etapes de la seva fugida fou l'Hôtel des Mille Collines, conegut arreu del món per la pel·lícula Hotel Rwanda
Després del genocidi, ella i altres vídues van fundar AVEGA, de laque en fou vicepresidenta. El 1996, va marxar un any per a la seva formació en psicoteràpia a la Universitat d'East Anglia, Regne Unit. Al seu retorn, va treballar per a Oxfam des de 1998 fins a 1999, i a temps complet a AVEGA com a psicoterapeuta. Al mateix temps, és presidenta de la FNARG, un fons nacional de suport a les víctimes de genocidi.

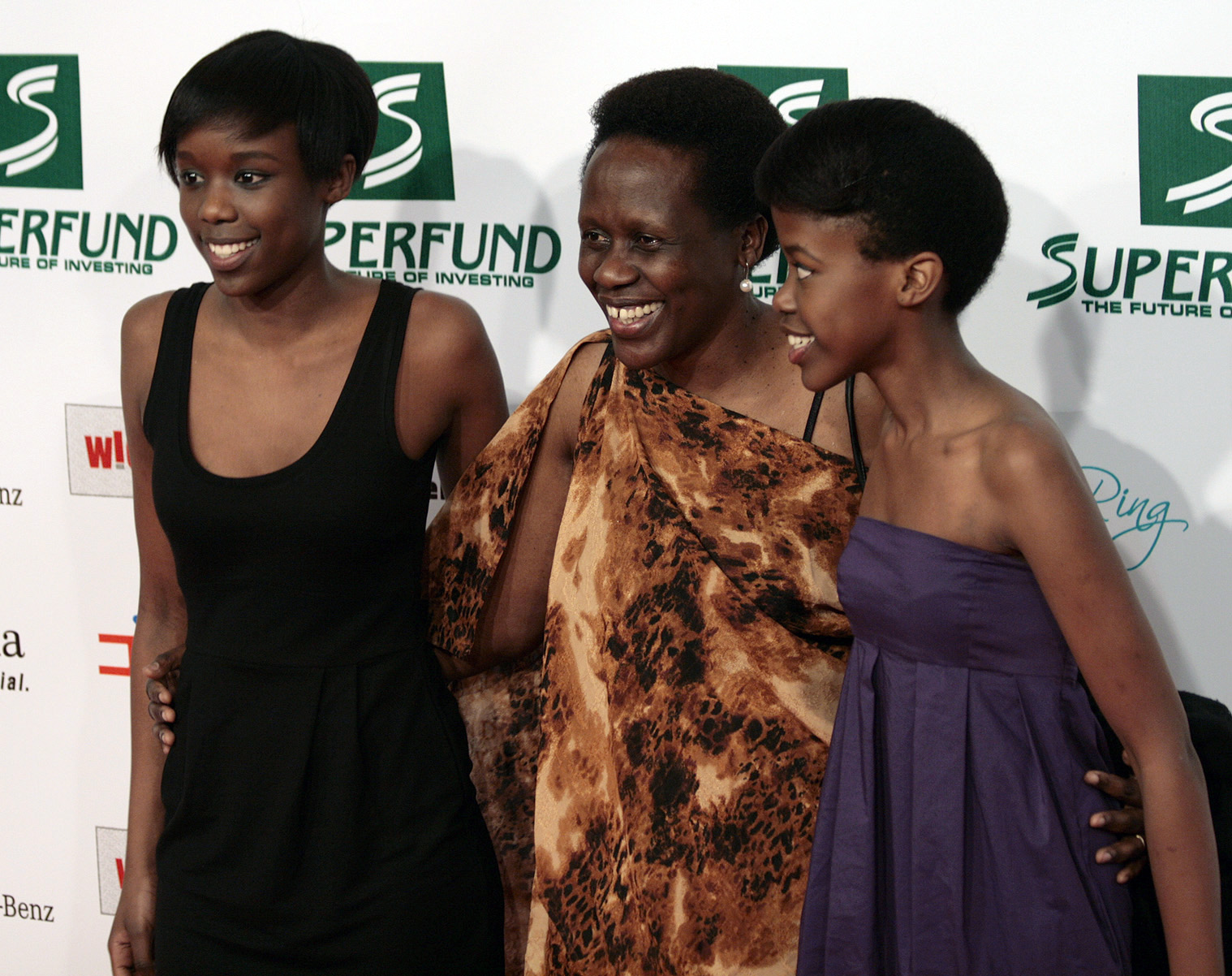
Esther Mujawayo amb dues de els seves filles (Viena, 2009)

Es casa en segones noces amb el pastor protestant Helmut Keiner i des de 1999 ha estat vivint amb les seves tres filles a una petita ciutat del Rin inferior. Des del 2001 treballa com a psicòloga al centre psicosocial per refugiats a Dusseldorf. amb víctimes traumatitzades de diferents països africans, especialment amb les dones i els joves.
Dona conferències i anima tallers en nombrosos congressos, esdeveniments o conferències internacionals a Sud-àfrica, Regne Unit, Bèlgica, Suïssa, Canadà, Àustria, Itàlia i Suècia.

## Obres
- Mujawayo, Esther; Belhaddad, Souâd; Veil, Simone. Survivantes: Rwanda, Dix Ans Après Le Génocide.  Aube: La Tour d'Aigues, 2004.
- Mujawayo, Esther; Belhaddad, Souâd. La fleur de Stéphanie: Rwanda entre réconcialition et déni.  París: Flammarion, 2006.

## Distincions
- En 2004, Esther Mujawayo i Souâd Belhaddad foren guardonats amb el Premi Ahmadou-Kourouma, al Salon International du Livre et de la Presse de Ginebra.
- El 6 d'octubre de 2008, Esther Mujawayo va rebre l'Orde al Mèrit de la República Federal Alemanya.[6]
- El 5 de març de 2009 va rebre el World Social Award del Women's World Awards.[7]